# قلب فردریک شوپن

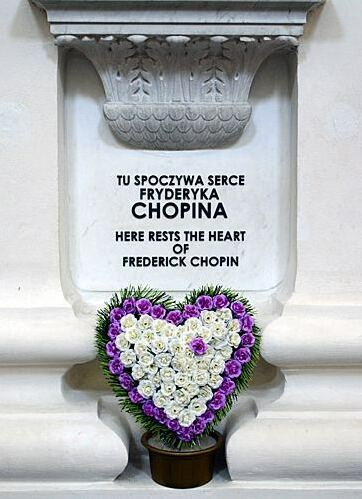
کتیبه روی ستون حاوی قلب فردریک شوپن در کلیسای صلیب مقدس ورشو

قلب فردریک شوپن پس از مرگش در ۱۷ اکتبر ۱۸۴۹ از بدن او جدا شد. آهنگساز لهستانی ترس از زنده به گور شدن داشت و از پزشکش ژان کروویلیه خواست کالبد شکافی را انجام دهد. در حالی که جسد شوپن در گورستان پرلاشز پاریس به خاک سپرده می‌شد، قلب او در الکل (احتمالا کنیاک) غوطه ور شد و در ظرف بلوط قرار گرفت.
قبل از مرگش، یکی از آخرین درخواست‌های شوپن این بود که خواهر بزرگش، لودویکا یدرژویچ، قلب او را به لهستان ببرد تا در یک کلیسای محلی دفن شود. او خواسته‌های او را برآورده کرد و قلب او را از طریق گمرک در مرز اتریش-مجارستان، از کنار مأموران مرزی روسیه و به لهستان قاچاق کرد سپس قلب شوپن به کلیسای صلیب مقدس در ورشو داده شد و در دخمه‌ای نگهداری گردید. پس از اینکه یک روزنامه‌نگار محلی قلب را در یک جعبه کشف کرد، در سال ۱۸۷۹ به قسمت بالای کلیسا منتقل شد.

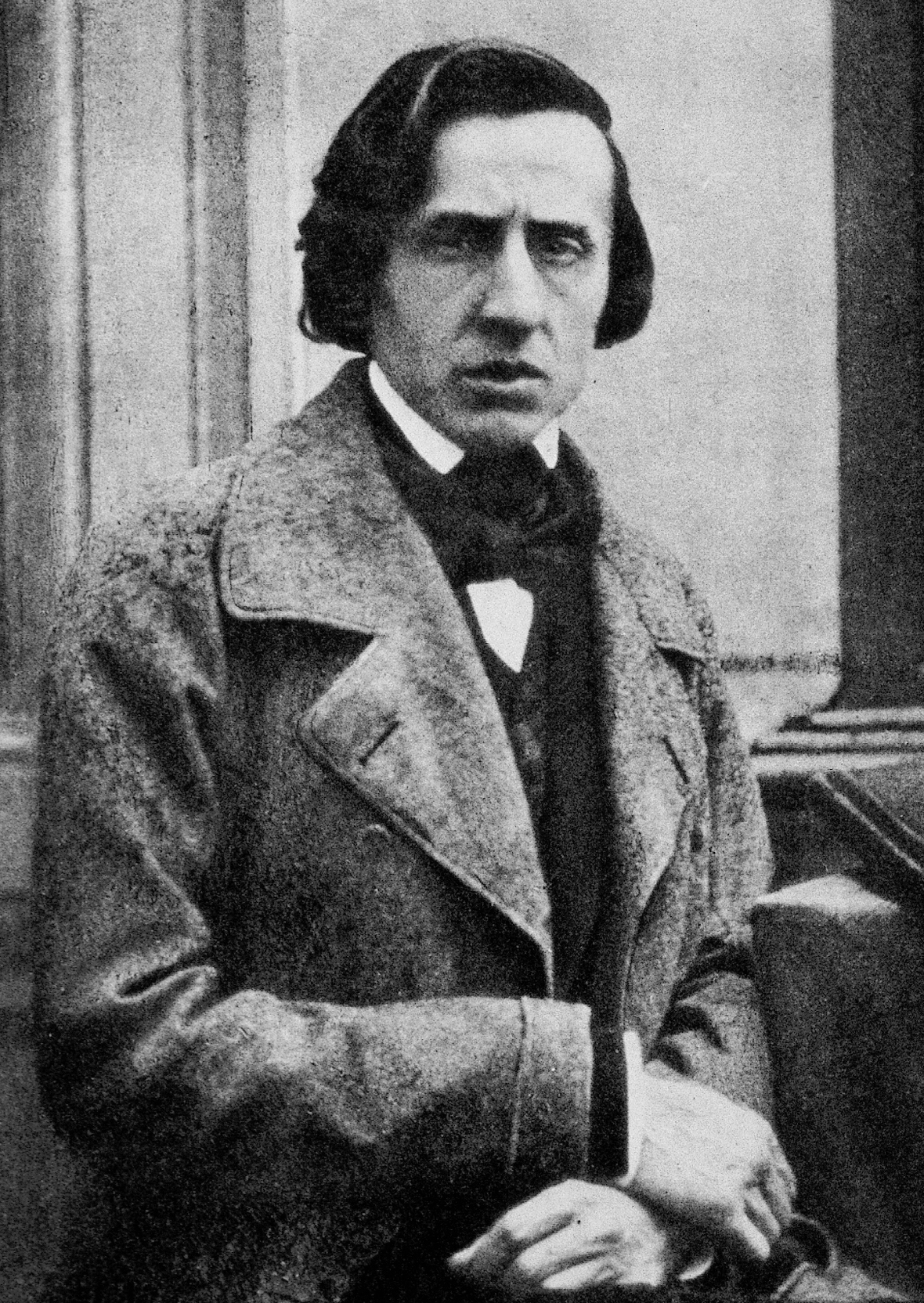
فردریک شوپن

در جریان قیام ورشو در سال ۱۹۴۴، قلب شوپن توسط مقامات نازی از کلیسا به مقر فرماندهی اس اس اریش فون دم باخ-زلوسکی برده شد. بعداً به مردم لهستان بازگردانده شد و برای نگهداری به میلانووک ارسال شد. در ۱۷ اکتبر ۱۹۴۵، هیئتی قلب را به ورشو برگرداند و در آنجا به جای خود در کلیسای صلیب مقدس بازگردانده شد.
گمانه زنی در مورد دلیل مرگ زودرس شوپن منجر به درخواست محققان و دانشمندان برای انجام تجزیه و تحلیل بافت قلب شد. در حالی که گفته می‌شد او بر اثر سل درگذشت، حدس زده می‌شد که او ممکن است فیبروز سیستیک داشته باشد.

## قاچاق قلب
در اوایل ژانویه ۱۸۵۰، خواهر بزرگ شوپن، لودویکا یدرژویچ، با دخترش و قلب برادرش از فرانسه با قطار به لهستان بازگشت. او قلب را با خود حمل می‌کرد و ظرف آن را زیر شنل یا دامن خود پنهان می‌کرد در حالی که آن را از طریق بازرسی گمرکی در مرز اتریش-مجارستان قاچاق می‌کرد و از کنار مأموران مرزی روسیه به لهستان برد.

## جنگ دوم جهانی
پس از تصرف ورشو توسط ارتش آلمان در سال ۱۹۳۹، اجرای موسیقی شوپن ممنوع شد، مؤسسه فریدریک شوپن تعطیل شد و بنای یادبود فردریک شوپن در پارک Łazienki تخریب شد. در جریان قیام ورشو در سال ۱۹۴۴، کلیسای صلیب مقدس آسیب دید و توسط نازی‌ها تصرف شد. یک کشیش آلمانی به نام شولزه درخواست کرد که به نیروهای اشغالگر اجازه داده شود تا قلب شوپن را برای نگهداری در اختیار بگیرند. افسر اس اس هاینز راینه فارت آن را گرفت و سپس به فرمانده اس اس اریش فون دم باخ-زلوفسکی داد و او آن را به عنوان بخشی از مجموعه کنجکاوهایش در مقر خود نگهداری کرد.
به محض ورود قلب شوپن به میلانووک، از ترس اینکه آلمانی‌ها سعی کنند آن قلب را پس بگیرند، پنهانش کردند. قلب برای مدت کوتاهی در خانه پروفسوری به نام آنتونیویچ و آپارتمان پیانیست ماریا فیندایزن نگهداری شد. پس از آن، قلب توسط اسقف اعظم Szlagowski، بالای یک پیانو، در نمازخانه خصوصی خود تا اکتبر ۱۹۴۵ نگهداری شد. یک تابوت چوبی کوچک برای نگه داشتن آن ساخته شد. برونیسلاو ادوارد سیدو، یکی از اعضای هیئت مدیره مؤسسه فریدریک شوپن، به مقامات دولت موقت وحدت ملی مراجعه کرد تا مراسمی را برای بازگرداندن قلب به کلیسای صلیب مقدس، که در آن زمان بیشتر بازسازی شده بود، ترتیب دهد.